# 列克薩河
63°22′N 30°42′E / 63.367°N 30.700°E

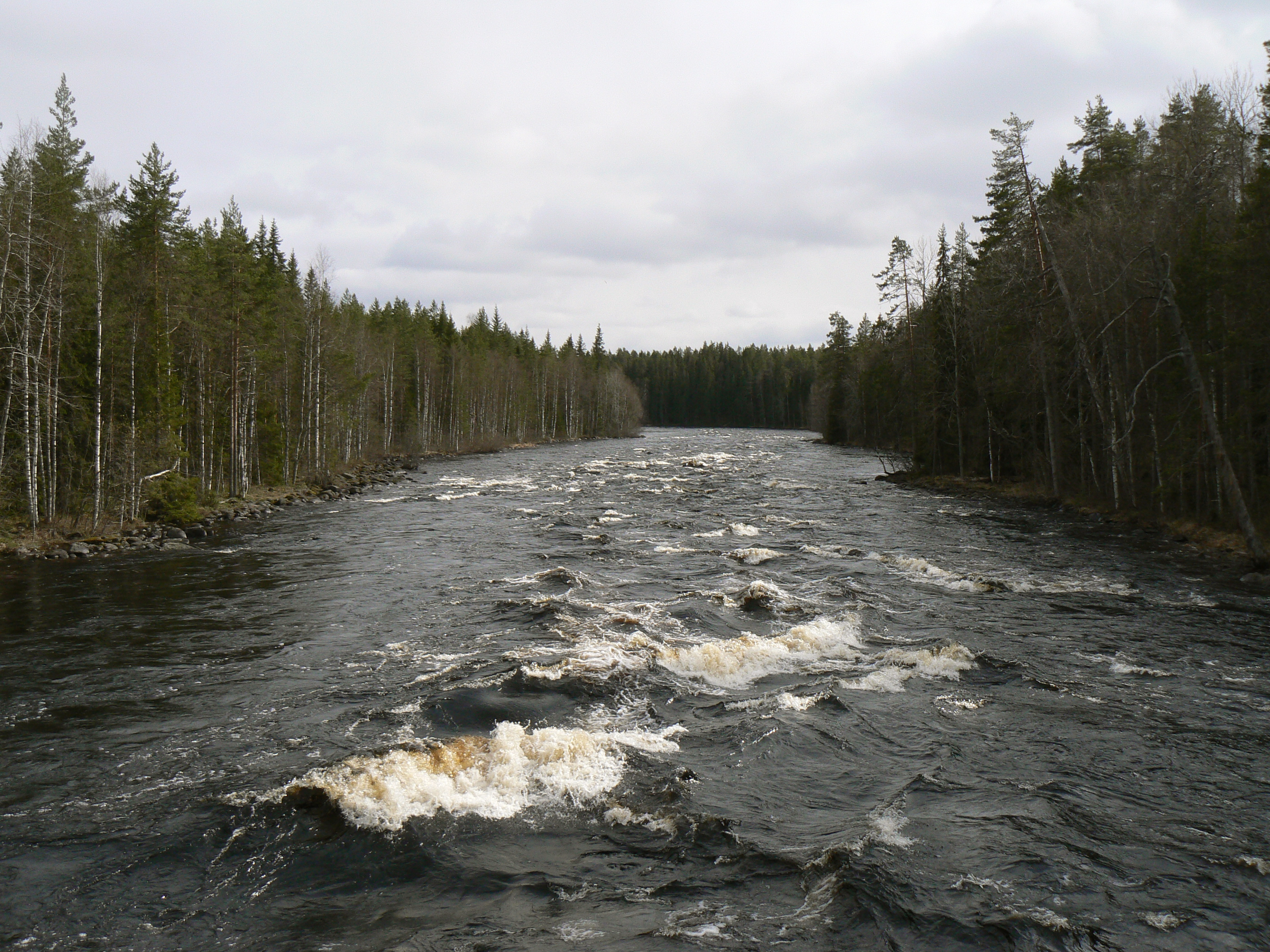

列克薩河（芬蘭語：Lieksanjoki），又称连杰尔卡河（俄语：Лендерка），是北歐的河流，位於俄羅斯和芬蘭，流經卡累利阿共和國，最終注入皮耶利寧湖，河道全長150公里，流域面積4,890平方公里。